# Harry Fisher
Harry Fisher (Nueva York, 12 de marzo de 1911-id., 22 de marzo de 2003) fue un sindicalista y político comunista, pacifista y escritor estadounidense que participó en las Brigadas Internacionales en la guerra civil española y como militar en la Segunda Guerra Mundial.
Huérfano, pasó su infancia en el Hospicio para Huérfanos Hebreos de Nueva York. Tras trabajar en diversas industrias manufacturareras estadounidenses, la experiencia propia y la observación de los sufrimientos ajenos en el crac de 1929 le formaron políticamente ingresando en 1930 en la Liga de Jóvenes Comunistas. En 1937 viajó a España en plena Guerra Civil para integrase en el Batallón Lincoln de las Brigadas Internacionales que luchaban en defensa de la legalidad republicana. Combatió en buena parte de las grandes batallas del conflicto (Jarama, Brunete, Teruel, Belchite y Ebro), regresando a su país a finales de 1938. Con la incorporación de Estados Unidos a la Segunda Guerra Mundial combatió en las Fuerzas Aéreas como artillero en un B-26. Después, junto a su esposa, trabajo en Nueva York para la agencia de noticias soviética Tass. Falleció a los pocos días de asistir a una manifestación contra la guerra de Irak.

## Obras
- Camaradas. Memorias de un Brigadista en la guerra civil española (original Comrades).
- Legacy.